# NGC 4192A
NGC 4192A is een spiraalvormig sterrenstelsel in het sterrenbeeld Hoofdhaar. Het hemelobject werd in 1781 ontdekt door de Franse astronoom Pierre Méchain.

## Synoniemen
- UGC 7223
- MCG 3-31-76
- VCC 81
- PGC 39002